# Квинт Вителий
Квинт Вителий (на латински: Quintus Vitellius) е сенатор на Римската империя от 1 век.
Произлиза от фамилията Вителии от Луцера. Син е на Публий Вителий Стари, който e екви, квестор и прокуратор при Август. Квинт Вителий е чичо на бъдещия император Авъл Вителий, син на брат му Луций (консул 34 г.).
Квинт е по времето на Август квестор. По времето на Тиберий (14 – 37) той е изключен от Сената.